# Pío Gullón e Iglesias
Pío Gullón e Iglesias   (Astorga, 1835 - Madrid, 22 de desembre de 1917) va ser un advocat, periodista i polític espanyol, ministre de Governació durant el regnat d'Alfons XII i ministre d'Estat durant la regència de Maria Cristina d'Habsburg-Lorena i durant el regnat d'Alfons XIII.

## Primers anys: el periodisme
Nascut en 1835 en la localitat lleonesa d'Astorga, als 12 anys els seus pares el van enviar a París, on va estar educant-se fins a l'edat de 15 anys amb el seu oncle Bernardo Iglesias, posteriorment director de Iberia, que en aquells dies es trobava emigrat a causa de les seves idees liberals.
Abans de complir els 20 anys es trasllada a Madrid, on es va dedicar de ple al periodisme. El periòdic La Nación va ser l'encarregat de fer públiques les primeres manifestacions literàries de Pío Gullón. En 1857-58 va escriure en el periòdic Las Novedades i aleshores també va redactar un fullet anomenat La Fusión Ibérica. Acabada aquella publicació, i després de viure absent de Madrid durant algun temps, Gullón va donar diversos treballs literaris que van aparèixer en periòdics setmanals. Destacaren els articles titulats "De la ignorancia en España". Endemés va escriure i dirigir "El Siglo Industrial", "La Unión Mercantil", i altres periòdics.
En 1865 va ser corresponsal de Le Journal de Geneve. En conèixer-se la Revolució de 1868, va ser portat per Madoz i Sagasta a la Secretaria de Govern Civil de Madrid. Després va passar al Ministeri de Governació en qualitat d'Oficial de Secretaria. En encarregar-se Rivero de Governació, Gullón va ser nomenat Cap de la Secció d'Administració.

## La seva etapa política
En formar-se el Partit Constitucional, Gullón va ser elegit diputat per Toledo. A més del Manifest del 18 d'octubre, que estableix la separació entre radicals i constitucionals, va redactar molts altres documents de Sagasta i fou durant molt temps Secretari del Comitè Directiu dels constitucionals.
En ascendir Candau al Ministeri de Governació, Gullón va rebutjar la sotssecretaria, però va admetre el càrrec de Sotssecretari d'Estat al costat de De Blas. En passar Sagasta al Ministeri de Governació, Gullón va poder-hi cooperar com a subsecretari, situant-se a un alt nivell. Va ocupar escó als Congressos de 1871 i 1872 (tots dos per Toledo), 1881, 1884 i 1886 (representant a León), i 1891, encara que renunciaria al de 1886 en ser nomenat senador vitalici en 1888.
Va ser ministre de Governació entre el 9 de gener i el 13 d'octubre de 1883, en un govern presidit per Sagasta, polític amb el qual ocuparia, entre el 4 d'octubre de 1897 i el 18 de maig de 1898, la cartera de ministre d'Estat. Posteriorment, i amb Eugenio Montero Ríos, tornaria a ocupar la cartera d'Estat entre el 31 d'octubre i l'1 de desembre de 1905. Finalment, en un gabinet López Domínguez tornaria a ser ministre d'Estat entre el 6 de juliol i el 30 de novembre de 1906. A més va exercir altres destacats càrrecs, com la direcció del Banc d'Espanya i la Presidència del Consell d'Estat. D'altra banda, en 1905 va ingressar en la Reial Acadèmia de Ciències Morals i Polítiques; el seu discurs d'ingrés, titulat "Crisis contemporánea del régimen parlamentario" va ser contestat pel seu paisà Gumersindo de Azcárate.
Astorga, la seva ciutat natal, li és deutora de la prolongació de la línia fèrria de l'Oest, des de Benavente a aquesta població. També va aconseguir el títol d'Excelentíssim per al Cabildo de la Catedral astorgana, i l'aprovació dels plànols i primera subvenció per a la construcció del Palau Episcopal.